# Oruza lathraea
Oruza lathraea là một loài bướm đêm trong họ Erebidae.